# Parc Nacional Malá Fatra
El Parc Nacional Malá Fatra - (eslovac) Národný park Malá Fatra - és un dels nou parcs nacionals d'Eslovàquia. Es troba al nord-oest del país, al massís dels Malá Fatra. Administrativament, forma part de la part sud de la regió de Žilina (districtes de Žilina, Martin i Dolný Kubín).
El parc conté una gran àrea boscosa, amb pins i avets a les elevacions més altes, amb una superfície aproximada del 83% de boscos.